# Malapterurus thysi
Malapterurus thysi és una espècie de peix de la família dels malapterúrids i de l'ordre dels siluriformes.

## Morfologia
- Les femelles poden assolir 24 cm de llargària total.
- Nombre de vèrtebres: 38-41.[4]

## Distribució geogràfica
Es troba a Àfrica: Costa d'Ivori.